# ジャロン自然保護区

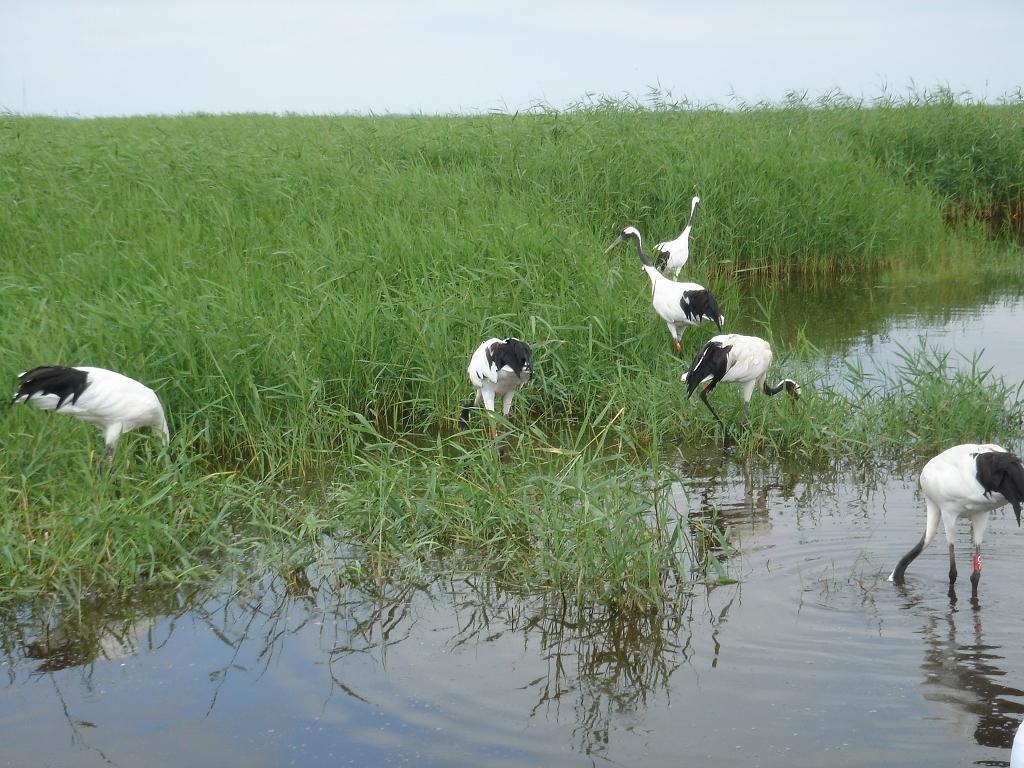
ジャロン（扎龍）国家級自然保護区

ジャロン自然保護区（じぁろんしぜんほごく）は、中国黒竜江省チチハル市の南東30キロメートルに設置された自然保護区である。中国語名は扎龍自然保護区（さつりゅうしぜんほごく、中国語: 扎龙自然保护区）であり、日本語では「扎龍」を「ジャロン」と中国語読みすることが多い。嫩江の支流である烏裕爾河のほとりの長さ8キロ、幅9キロに広がっているヨシ原、草原、季節的に氾濫する淡水湿地、湖沼、池の複合体で、1992年にラムサール条約登録地となった。シベリア地方の渡り鳥の生息地・通過地点として知られ、特にタンチョウがよく見られるところとしては江蘇省の「塩城自然保護区」と並んで有名である。
「扎龍」（ジャロン）はもともとダウール語またはモンゴル語で「落雁」または「大きな雁のいる地」の意味といわれている。

## 概要
ジャロン自然保護区は、中国東北部、松嫩平原の郊外に位置し、柏林の草原地帯に広がっている。2つの区と4つの県にまたがり、温帯大陸性モンスーン気候に属する。
ジャロン湿地は、嫩江支流の五魚江下流域の氾濫によって形成された、弱アルカリ性の広大な淡水湿地である。多数の浅い小湖と広大な草原が広がり、湿地の最大水深は0.75メートル、湖の最大水深は5メートルである。
ジャロン湖は烏裕爾河下流のチチハル市と大慶市林甸県およびドルボド・モンゴル族自治県内に位置している。チチハル・ジャロン道路が保護区管理局まで直通している。管理局は保護区の中央部やや西側に位置し、西はジャロン村と隣接し、南はトゥムコ村と湖を隔てて向かい合い、北はシージャディエン村と湖を隔てて隣接し、東は狐狸芯（林甸県）と水を隔てて隣接している。いくつかの小島には住民が居住している。年間平均気温は3.9℃、年間平均降水量は402.7ミリメートルで、主な任務は湿地保護である。

## ツルの故郷
ジャロン自然保護区は、同緯度地域において最も自然のままの景観と最も多様な生物種を有する湿地自然複合体である。保護区内には広大な湿地、草原、小湖沼が点在し、葦の群生が繁茂し、魚やエビが豊富に生息している。多くの地域では葦の高さが1～3メートルに達し、人の足がほとんど及ばないため、水鳥の理想的な生息地となっている。
また、「ツルの故郷」としても有名である。世界中の15種のツルのうち、中国には9種が存在し、そのうちの6種がこの保護区に生息している。その中で、一級保護鳥類にはタンチョウ、ソデグロヅル、ナベヅルが、二級保護鳥類にはマナヅル、クロヅル、アネハヅルが含まれる。毎年4月から5月にかけて、約300羽のタンチョウがここに飛来し、繁殖する。葦とタトウの湿地がタンチョウの主な生息地である。ソデグロヅルは約1,000羽が飛来し、ここで一時的に滞在した後、ロシア領内へ北上する渡り鳥である。そのため、チチハル市は「ツルの街」と呼ばれている。